# Jolanta Borysiuk
Jolanta Agnieszka Borysiuk (ur. 15 września 1966 w Warszawie, zm. 17 maja 2019 tamże) – polska fizyk, doktor habilitowana nauk fizycznych, adiunkt Wydziału Fizyki Uniwersytetu Warszawskiego, specjalistka w zakresie fizyki nanostruktur.

## Życiorys
Córka Jana i Stanisławy. W 1995 ukończyła na Wydziale Inżynierii Materiałowej Politechniki Warszawskiej studia na kierunku inżynieria materiałowa i otrzymała tytuł magistra inżyniera. Tam też na podstawie rozprawy pt. Badania defektów strukturalnych w wysokodomieszkowanym półprzewodniku GaAs:Te uzyskała w 2000 stopień doktora nauk technicznych dyscyplina: inżynieria materiałowa specjalność: inżynieria materiałowa. W 2016 na podstawie dorobku naukowego oraz rozprawy pt. Struktura krystaliczna i związane z nią własności fizyczne warstw grafenowych, zsyntetyzowanych na powierzchniach polarnych SiC uzyskała w Instytucie Fizyki Polskiej Akademii Nauk stopień doktora habilitowanego nauk fizycznych – dyscyplina: fizyka, specjalność: fizyka nanostruktur.
Była zatrudniona w Instytucie Fizyki Doświadczalnej im. Stefana Pieńkowskiego Wydziału Fizyki Uniwersytetu Warszawskiego, w Instytucie Technologii Materiałów Elektronicznych oraz w Instytucie Fizyki Polskiej Akademii Nauk.
Zmarła 17 maja 2019 w Warszawie, pochowana 24 maja 2019 na cmentarzu parafialnym w Białej Rawskiej (sektor A2-9-3).